# تاج محمد مجاهد
تاج محمد مجاهد (زاده: ۱۳۴۰، کابل) سیاست‌مدار افغانستانی و نماینده مردم کابل در دوره پانزدهم مجلس نمایندگان افغانستان و والی اسبق ولایت کابل است.

## زندگی‌نامه
تاج محمد مجاهد متولد ۱۳۴۰ از ناحیه هفدهم شهر روستای الفتح کاریز میر کابل افغانستان است. وی فارغ‌التحصیل صنف چهاردهم مدرسه دارالعلوم عربی است. وی چندین کتاب از جمله برگ سبز که مجموعه شعر است، چراغ فرا راه متعلمین و اسلام و استقلال را نیز به چاپ رسانده‌است.

## دیگر فعالیت‌ها
- والی ولایت کابل.[۱]
- فرمانده سابق جهادی.[۱][۲]